# كلية جمشيد نخجوانسكي العسكرية
كلية جمشيد نخجوانسكي العسكرية (بالأذرية: Cəmşid Naxçıvanski adına Hərbi Lisey)‏، المعروفة أيضًا باسم المدرسة الثانوية العسكرية التي تحمل اسم جمشيد نخجوانسكي، هي مدرسة حكومية متخصصة في تعليم وتدريب الطلاب في العلوم العسكرية وإعدادهم للخدمة العسكرية المهنية. تقع المدرسة الثانوية في ضواحي باكو، أذربيجان.

## التاريخ
تأسست المدرسة الثانوية في 28 يوليو 1971 بموجب المرسوم رقم 331 الصادر عن اللجنة المركزية للحزب الشيوعي لأذربيجان الاشتراكية السوفياتية بمبادرة من السكرتير الأول للحزب الشيوعي الأذربيجاني ورئيس أذربيجان فيما بعد حيدر علييف على أساس ثمانية - عام مدرسة باكو الداخلية رقم 2. كان الاسم الأولي للمدرسة هو «المدرسة الداخلية المتخصصة للجمهورية». كانت المدرسة تابعة لوزارة التربية والتعليم في أذربيجان الاشتراكية السوفياتية. في نوفمبر 1971، أطلق عليها حيدر علييف اسم الجنرال الأذربيجاني اللواء جمشيد ناخشيفانسكي. كان ناختشيفانسكي محترفًا عسكريًا مشهورًا حرر شوشا في عام 1918 ولكنه كان ضحية تطهير جوزيف ستالين لسلك ضباط القوات المسلحة في عام 1938. لم يرحب القادة العسكريون السوفييت بإنشاء المدرسة بشكل لا لبس فيه، الذين رأوا إرسال الشباب الأذريين إلى مدرسة سوفوروف العسكرية ومدرسة ناخيموف البحرية أكثر فائدة.
من عام 1976 حتى عام 1981، قدمت الحكومة مساعدة مالية وتقنية إلى المدرسة الثانوية لتعزيز أنشطة المدرسة. في عام 1986، تم تغيير اسم المدرسة من قبل وزارة التعليم إلى «المدرسة الداخلية للطلاب الذين يدرسون اللغة الروسية وزيادة التدريب العسكري». في 28 أكتوبر 1991، تم نقل المدرسة من وزارة التربية والتعليم إلى وزارة الدفاع بموجب المرسوم رقم 65 وفي 18 نوفمبر 1991 تم تغيير اسمها إلى «مدرسة باكو الثانوية جمشيد نخجوانسكي» بموجب المرسوم الرئاسي رقم 377. ثم أعاد حيدر علييف تسميتها مرة أخرى إلى «مدرسة جمشيد نخجوانسكي العسكرية» في 24 نوفمبر 1997.

## الطلاب
في وقت التأسيس، كان هناك 49 طالبًا فقط من الالتحاق الأول في عام 1971 الذين تخرجوا في عام 1974. في الوقت الحاضر، تستقبل المدرسة الثانوية 800 طالب سنويًا، 600 منهم يدرسون في باكو و200 يدرسون في فرع المدرسة السابق في ناختشيفان. يتكون برنامج الليسيوم من دراسة مكثفة لمدة ثلاث سنوات. يتخرج المئات من المحترفين العسكريين الشباب من المدرسة الثانوية سنويًا. يواصل العديد من الخريجين تعليمهم العالي في المدارس العسكرية في روسيا وتركيا وباكستان وإيطاليا. بحلول عام 2009، أنتجت المدرسة الثانوية 8909 خريجين: 10 منهم أصبحوا جنرالات وأميرال واحد.

## الحياة الطلابية

### حيدر علييف راعيا لها
لطالما أولى حيدر علييف اهتمامًا خاصًا لهذه المؤسسة التعليمية العسكرية. في عام 1994، استضاف حفل يوم النصر في المدرسة. وأشار خلال الحفل إلى أن العديد من موظفيها «من خريجي هذه المدرسة الثانوية» وأنه يشعر «بسعادة بالغة عندما يقولون إنهم رأوني وسمعوا نصيحتي في هذه المدرسة». في 21 أبريل 2003، انهار على خشبة المسرح بسبب الانخفاض الحاد في ضغط الدم أثناء مخاطبته لخريجي الثانوية بمناسبة الذكرى السنوية للمدرسة. توفي علييف بعد بضعة أشهر. في كل عام، يقيم الطلاب العسكريون فعاليات تخليداً لذكرى مؤسس مدرستهم.

### أنشطة
يشارك طلاب المدرسة الثانوية في جميع العروض العسكرية في أذربيجان، ولا سيما المسيرات الوطنية في باكو حيث يقومون بدور فرقة الطبول. خلال موكب النصر في باكو لعام 2020 شارك تشكيل منفصل من المدرسة الثانوية في العرض.

### الذكرى الخمسون
وافق وزير الدفاع ذاكر حسنوف على خطة عمل للرئيس إلهام علييف بمناسبة الاحتفال بالذكرى الخمسين للصالة العسكرية. عقدت سلسلة من الأحداث المخصصة للذكرى الخمسين للقاعة العسكرية في 19 أبريل 2021 في فيلق الجيش والتشكيلات والمؤسسات التعليمية العسكرية الخاصة.

## مشاهير

### الخريجون
- ذاكر حسنوف وزير دفاع أذربيجان (دفعة 1976).
- إلتشين جولييف، رئيس دائرة حدود الدولة لجمهورية أذربيجان (دفعة 1984).
- راميل سفروف، ضابط في الجيش الأذربيجاني أدين بقتل الملازم أول في الجيش الأرمني جورجن مارغريان عام 2004 خلال تدريب برعاية الناتو في بودابست.
- آصف حاجيلي، عضو اتحاد الكتاب الأذربيجانيين.
- شكر حميدوف، بطل قومي لأذربيجان
- مراد ميرزاييف،[14] ضابط سابق في القوات الخاصة الأذربيجانية.
- ميس بارخوداروف،[15] مشارك في اشتباكات ناغورنو كاراباخ عام 2016 ونزاع ناغورنو كاراباخ عام 2020.
- رامز طاهروف، قائد القوات الجوية الأذربيجانية (فئة 1983).[16]
- زاور جولييف، بطل الحرب الوطنية.

### طاقم العمل
- فاله برشادلي، وزير الدفاع الأول لأذربيجان (شغل منصب رئيس المدرسة الثانوية من 1993-1999).
- جنكيز باباييف، ملازم أول في المدرسة الثانوية والذي حصل على لقب البطل الوطني لأذربيجان لإنقاذ الأرواح خلال حريق مترو باكو عام 1995.[17]

## معرض الصور

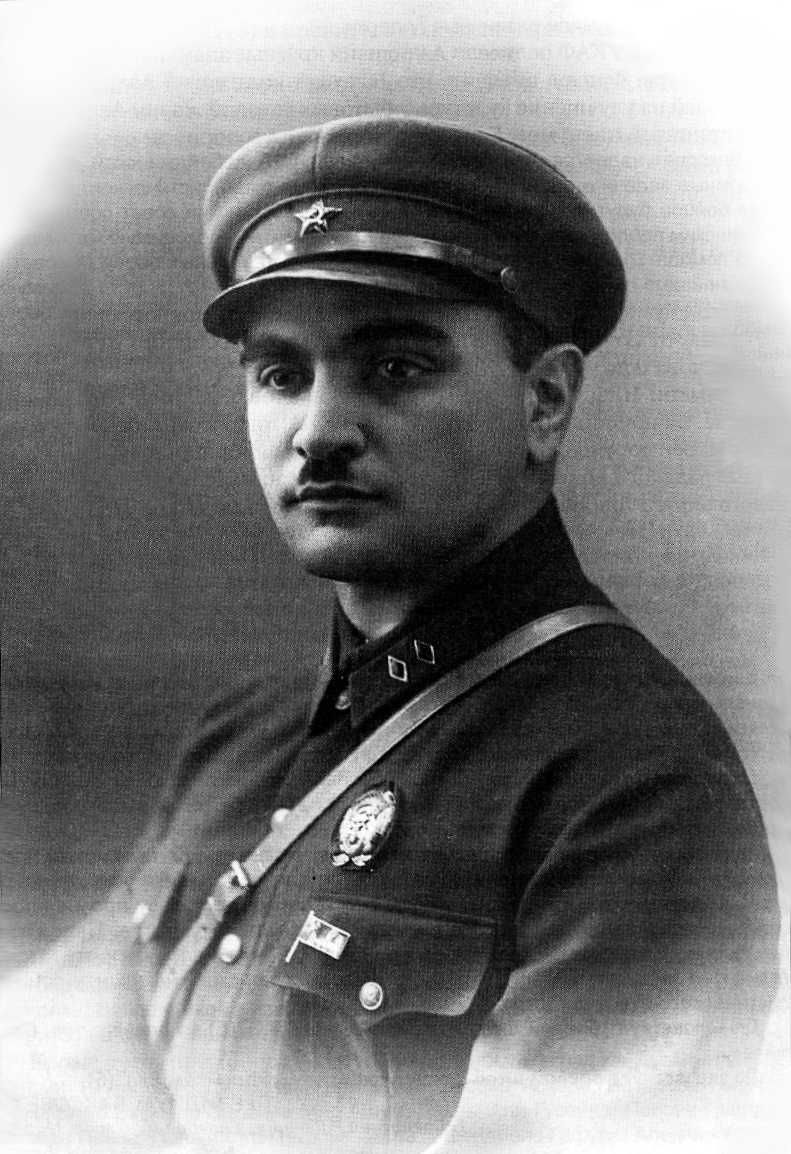
جمشيد نخجوانسكي
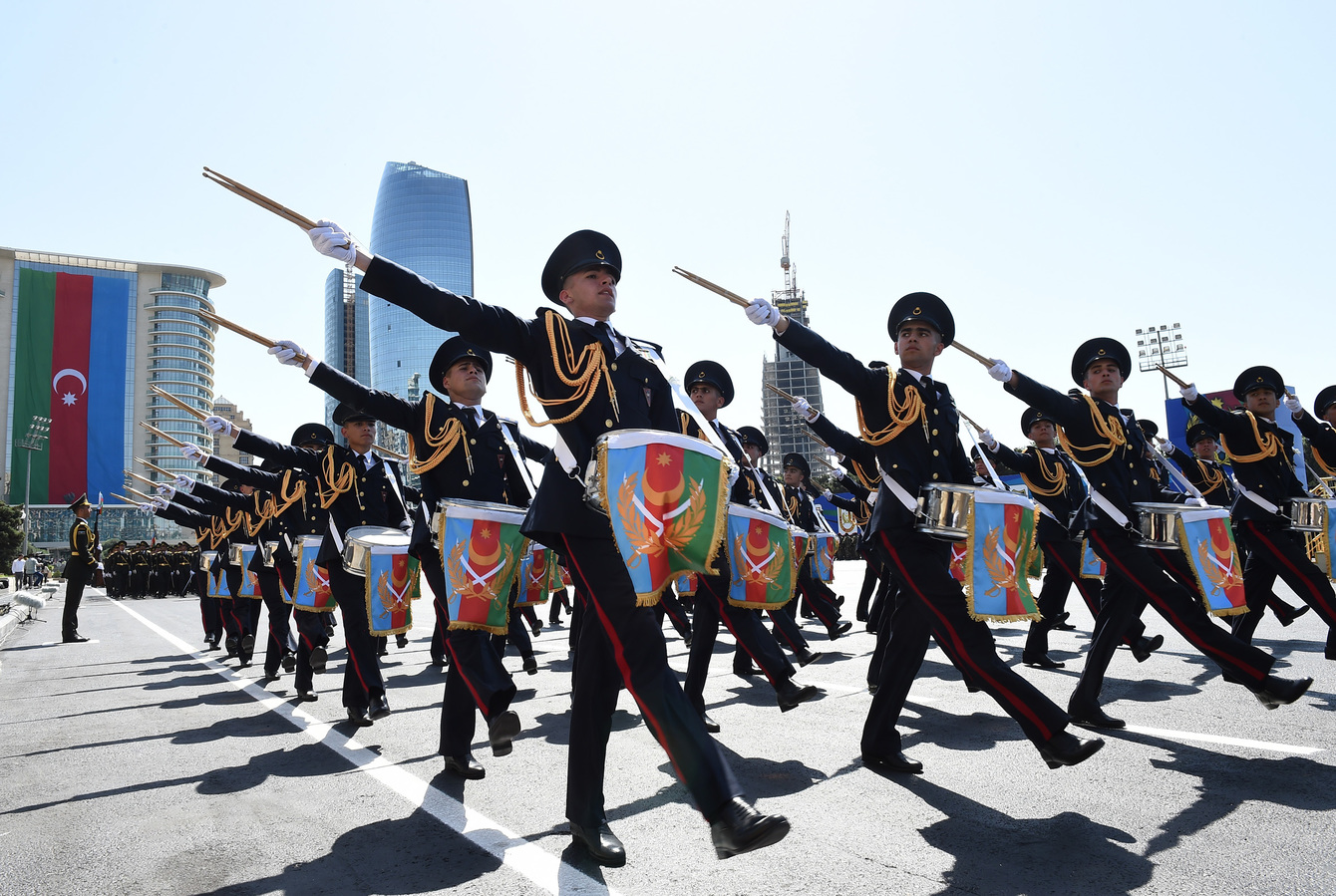
طلبة فيلق الطبول في المدرسة الثانوية خلال عرض يوم القوات المسلحة 2018.
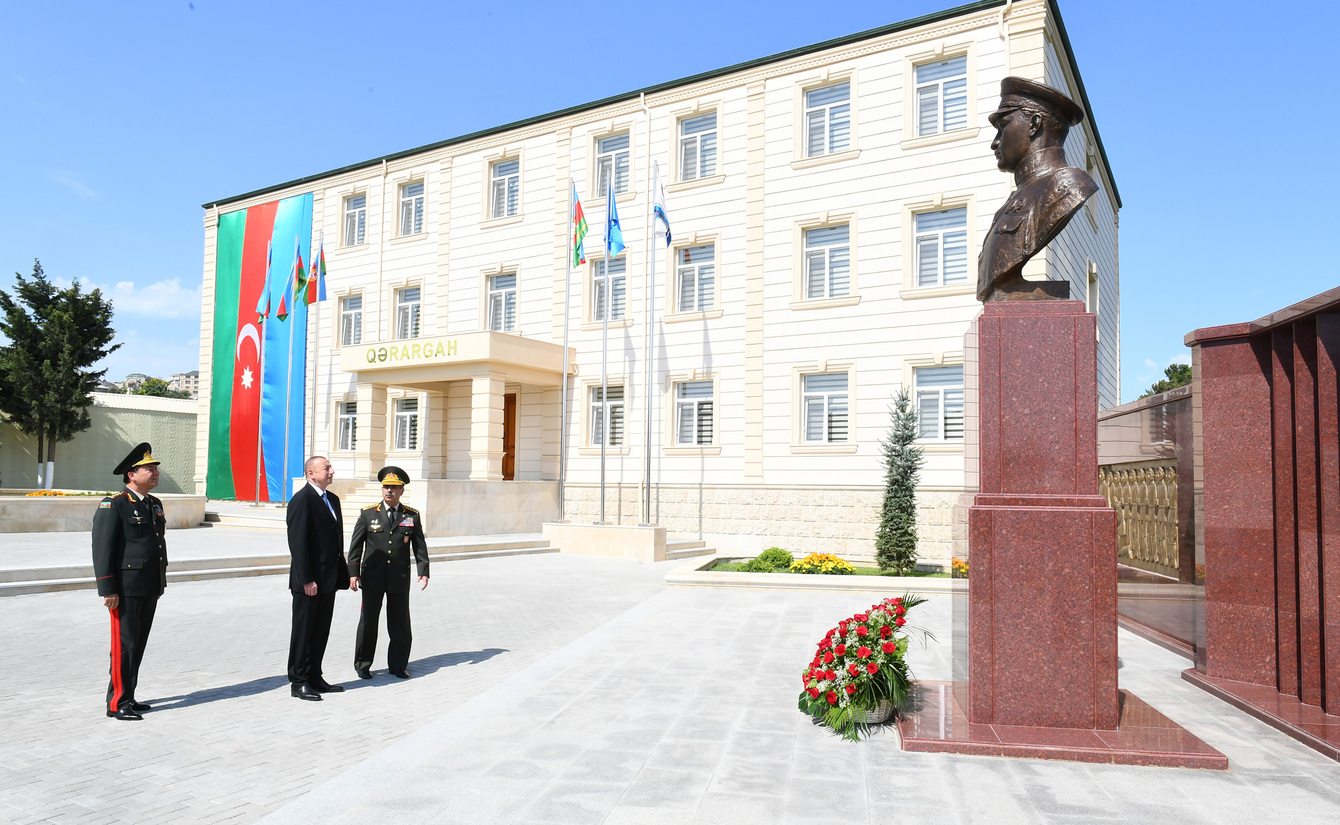
نصب تذكاري في المدرسة الثانوية.
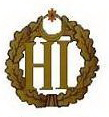
شارة المدرسة الثانوية.

## روابط خارجية
- موقع Jamshid Nakhchivanski Military Lyceum نسخة محفوظة 2011-07-07 على موقع واي باك مشين.